# Consell de guerra
Usualment, un consell de guerra és un procediment judicial militar de caràcter sumari o sumaríssim en el qual es dilucida de forma ràpida la comissió d'un delicte tipificat en el Codi de justícia militar que, per la situació de guerra o una altra d'anàloga (estat d'excepció, estat de setge o estat d'alarma), no permet esperar a la justícia militar ordinària.
Està presidit per un general i el formen en total tres o cinc militars d'alta graduació, amb l'assistència ocasional d'un jurista. En situacions de guerra es constaten els fets dels quals s'acusa, es permet una defensa succinta de l'acusat i la pena s'imposa i s'executa de manera immediata amb manca, generalment, de les garanties constitucionals pròpies d'un estat democràtic.
De vegades s'utilitza el terme consell de guerra, en la ciència militar, per descriure una reunió celebrada per decidir sobre el curs d'una acció, generalment enmig d'una batalla.
En circumstàncies normals, les decisions són preses per un oficial al comandament, opcionalment comunicat i coordinat per oficials d'Estat Major, i després són executades per oficials subordinats. Els consells de guerra es duen a terme en general quan s'ha de decidir sobre assumptes de major importància en els quals s'ha d'assolir un consens amb els subordinats, o quan el comandant no està segur de la seva posició. El consell de guerra clàssic inclou una discussió i després una votació, sovint realitzada sense que l'alt comandant sigui present perquè no influenciï o intimidi els subordinats. La tradició en aquest tipus de reunions és que els oficials votin en ordre invers de la seva antiguitat, i que els oficials subalterns votin primer.
Una variació en el tradicional consell de guerra és aquell en què els subordinats voten, però els resultats es consideren, merament, consells per al comandant general, el qual, posteriorment, pren una decisió final. Aquesta reunió va tenir lloc el 2 de juliol de 1863, durant la batalla de Gettysburg, en el qual General Major George G. Meade, que comandava l'unionista Exèrcit del Potomac, va convocar el seu cos, comandants i oficials per discutir si havien de retirar-se del camp de batalla o, altrament, si havien d'atacar l'exèrcit confederat de Robert Lee o esperar el seu atac. L'evidència històrica indica que Meade ja havia decidit quedar-se i esperar l'atac de Lee, que es va produir el 3 de juliol, el desastrós atac conegut com la càrrega de Pickett. Però Meade va formar un consens entre els seus oficials i va millorar la seva confiança mitjançant el foment d'un debat i la votació de dues hores, que afortunadament va donar com a resultat la decisió que estava buscant.